# Benjamin Liberato Barroso
Benjamim Liberato Barroso (Quixeramobim, 31 de março de 1859 – Rio de Janeiro, 17 de outubro de 1933) foi um militar, engenheiro e político do Brasil. Alcançou o posto de general. Foi ainda professor da Escola Militar do Ceará.

## Biografia
Nasceu em Quixeramobim, filho do coronel Joaquim Liberato Barroso e de Antônia Barroso. Primo do Acadêmico Gustavo Barroso, que foi seu secretário de Justiça, num de seus governos cearenses. 
Casou-se duas vezes a primeira com Maria Lina Cruz Barroso (Maroca), filha do senador Joaquim Antônio da Cruz, e de Francisca Braga Torres da Cruz, falecida aos 30 de agosto de 1932. 
Em segundas núpcias, casou-se com a viúva do Juiz Eurico Cruz,  a qual adotou o nome Martha Washington Cavalcanti Barroso, passou, então, a ser genro do escritor sobralense Domingos Olímpio e de Anna Augusta Braga Torres Cavalcanti e  padrasto do futuro Ministro do Trabalho e Previdência Social Benjamin Eurico Cruz. 
Assentou praça na Escola Militar do Rio de Janeiro, em 16 de agosto de 1877, foi alferes aluno em 13 de janeiro de 1883, segundo-tenente em 18 de setembro de 1886, primeiro-tenente em 23 de janeiro de 1889, capitão em 17 de março de 1890, major em 14 de dezembro de 1900, tenente-coronel em 7 de dezembro de 1910 e coronel, graduado em 14 de setembro de 1912 e efetivo em 9 de abril de 1913.
Graduou-se em engenharia pelo regulamento de 1874, bacharel em matemática e ciências físicas e professor da extinta Escola Militar do Ceará.
Proclamada a República, foi eleito deputado federal à primeira legislatura, na bancada cearense, na vaga do Sr. Bezerril que assumira o governo estadual. Foi Chefe da Terceira Seção da Quinta Divisão do Departamento de Guerra.
Tendo assumido o governo do Ceará por nomeação em 22 de janeiro de 1891, ficou ao seu cargo organizar a primeira eleição no regime republicano no estado ocorrida em 10 de fevereiro desse ano para os cargos legislativos. Deixou a função poucos meses depois, em 4 de abril. Em 7 de maio o Congresso Cearense Constituinte elegeu os cargos executivos tendo sido Liberato Barroso conduzido ao cargo de vice-governador juntamente com José Clarindo de Queirós como governador.
Clarindo de Queirós foi deposto em 16 de fevereiro de 1892 pela força do golpe de Floriano Peixoto, que queria fora dos governos estaduais todos os aliados de Deodoro da Fonseca. Benjamin Barroso foi empossado novamente na governança cearense, a partir de 18 de fevereiro. Dessa vez ficou por mais tempo, até o dia 12 de julho do mesmo ano. Estes primeiros anos de república foram conturbados, sem ações governamentais de vulto. No ano seguinte exerceu o cargo de Deputado Federal pelo Ceará, tendo permanecido poucos meses nele.
Após o movimento armado de 16 de fevereiro de 1892 que depôs o Governador do Ceará José Clarindo de Queirós, o Vice-Governador Major Benjamin Liberato Barroso, em 18 de fevereiro de 1892, dissolveu o Congresso Constituinte Cearense e convocou um novo Congresso com poderes ilimitados e constituintes para reorganizar o Estado do Ceará sobre as bases da Constituição promulgada a 16 de junho de 1891.
Foram as novas eleições realizadas em 10 de abril de 1892, sendo instalado o Segundo Congresso Constituinte do Ceará em 10 de maio de 1892, havendo seus trabalhos se estendidos até 12 de junho de 1892, data de promulgação da Segunda Constituição Política do Estado do Ceará, que trouxe a consolidação do sistema unicameralista do Poder Legislativo, através da criação da Assembléia Legislativa e a extinção do Senado Estadual e vigorou durante 33 anos quase sem sofrer alterações.
Em 1914, houve eleições no Ceará, depois da Sedição de Juazeiro quando então foi eleito Benjamin Barroso como governador e Padre Cícero como vice. Durante esse governo foi publicado o primeiro número do Diário Oficial do Ceará, em 5 de setembro de 1914. Ocorreu, nesta época, a seca de 1915, uma das piores calamidades climáticas do século XX no Ceará, a qual foi descrita pela Escritora Raquel de Queiroz, em sua obra mais prima O Quinze. Deixou o governo em 1916 passando o cargo para o governador eleito João Tomé de Sabóia e Silva. Voltou, então, ao seu posto no Ministério da Guerra. 
Foi eleito senador em 1918, ocupando o cargo no mesmo ano, permanecendo nele até 1927.No Rio, enquanto Senador Benjamim Barroso, Tomaz Rodrigues e outros representantes nortistas apresentam um projeto mandando reativar as obras contra as secas, com as quais o Governo Federal poderia despender anualmente até 12 mil contos. Um de seus debates no Senado, sobre Direito Penal, foi citado por Historiador recentemente.
Em sua homenagem foram nomeados logradouros,  uma Avenida, no Bairro de Monte Castelo, na Cidade de Fortaleza, capital do Estado do Ceará, ruas: em Quixadá e Quixeramobim.
Faleceu aos 17 de outubro de 1933 e foi sepultado no Cemitério São João Batista, no Rio de Janeiro .